# 폴로네즈 Op. 53 (쇼팽)

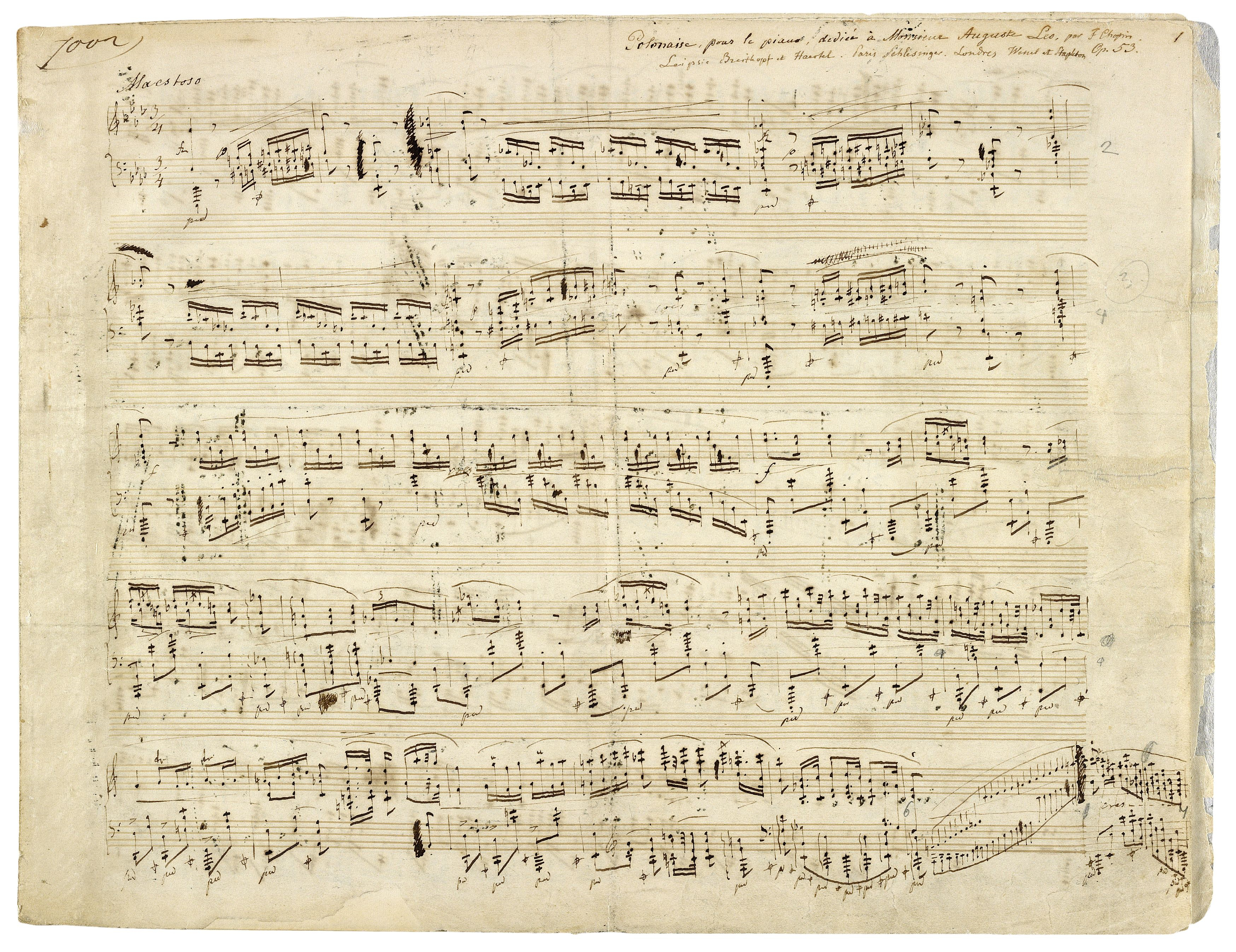
1842년 자필 악보 원본

폴로네즈 Op.53 내림가장조 (Op.53)는 프레데리크 쇼팽이 1842년 작곡한 피아노 폴로네즈이다. 영웅 플로네즈(프랑스어: Polonaise héroïque, 폴란드어: Heroiczny)로도 알려진 이 곡은 독일의 은행가이자 쇼팽의 친구인 아우구스트 레오(Auguste Léo)에게 헌정되었다.

## '영웅'이란 별칭의 유래

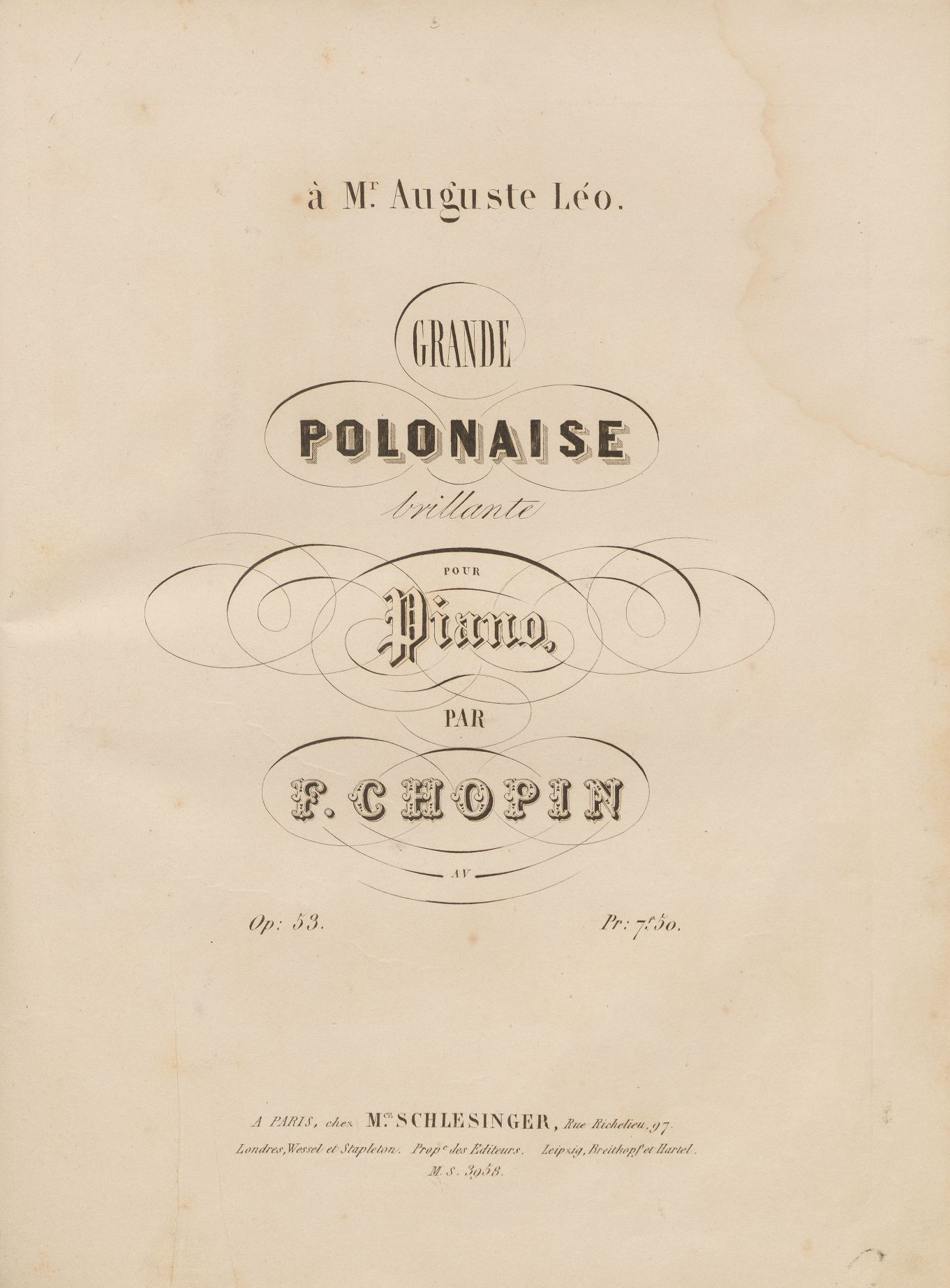
1843년 판본

쇼팽의 오랜 기간 연인이자 동료였던 조르주 상드는 많은 지식인들의 날이 그랬던 것처럼 1848년 혁명에 대해 답했다. 프랑스에서 1848년 혁명이 시작되었을 때 여자는 남자들보다 권리가 적었고, 상드는 진보를 위해 필연적인 것이라고 믿었다. 이 시기 즈음, 상드는 노동 조합 내에서 신문을 발간하였다. 이는 그녀가 더욱 더 정치적인 에세이를 발간하고 강력한 신념을 표출하게끔 하였다. 예를 들어 그녀는 "프롤레타리아를 죽여 혁명을 시작한 어떤 공화국도 나는 믿지 못 한다."라고 했다.
쇼팽의 폴로네즈를 듣자마자 상드는 그들의 사적인 서신 속에 쇼팽에게 전했던 깊은 감동을 남겼다. 그들의 편지 중에서 그녀는 열렬하게 다음과 같이 적었다.
"L'inspiration! La force! La vigueur! Il est indéniable qu'un tel esprit doit être présent dans la Révolution française. Désormais cette polonaise devrait être un symbole, un symbole héroïque!"
"영감! 힘! 활기! 프랑스 혁명에서 보여지는 영혼같이 의심의 여지가 없어. 지금부터 이 폴로네즈는 상징이 되어야 해, 영웅적인 상징"

비록 쇼팽은 그의 음악에 묘사적인 이름을 붙이는 걸 꺼렸지만, 그럼에도 불구하고 음악 학자들과 콘서트 피아니스트들은 음악의 위대한 아키텍처에 "영웅"이란 별칭을 연관시켰다.

## 구조
이 작품의 빠르기는 Alla polacca e maestoso(폴로네즈처럼 그리고 웅장하게)이다. 형식은 세도막 형식(A-B-A)과 론도(A-B-A-C-A)의 중간으로 보여지는데, 첫 번째 간주는 두 번째보다 훨씬 짧기 때문이다.(16마디와 74마디) 30초 정도의 길이를 가진 도입부가 주선율 앞에 나온다.
이 작품의 특징은 양손으로 빠르게 올라가는 반음계 음표 웅장한 도입부가 작품의 분위기를 조성하는 것에 있다. 또한 이는 쇼팽의 예술에서 영웅적인 면모를 보여준다. 첫 주제는 내림가장조의 춤곡같은 주제이다. 이 부분은 작품에서 익숙한 부분으로 왼손이 쾅하고 옥타브를 두들기는 듯한 움직임을 가지고 있다. 이 주제는 옥타브를 올려서 청각의 틈을 채우는 짧은 트릴과 함께 다시 반복된다. 첫 도입부는 플로네즈 리듬을 쓰는 왼손 반주와 함께 전통적인 폴로네즈 가락으로 이끄는 연속 화음 진행을 보여준다. 그런 다음 주선율은 한 번 더 반복된다.
두 번째 주 도입부(또는 트리오 세션)는 마장조와 내림마장조(올림라장조로 쓰여져 있음)의 옥타브로 내려가는 매우 여린 고집저음으로 바꾸기 전에 6개의 큰 아르페지오 화음과 함께 연다. 행진곡같은 선율이 내려가는 옥타브를 따라 나오고 이를 두 번 더 하고 난 뒤 우선 긴 서정적인 도입부가 조화로운 화음 진행과 잦은 조바꿈이 함께 나온다. 이 것은 주선율이 다시 나오기 전 내려가는 악절로 끝난다. 주선율은 더 크게 그리고 극적으로 연주되고 주선율에서 유도된 코다로 끝을 낸다. 전형적인 폴로네즈 공연은 7분 동안 지속된다.
이 작품은 3/4 박자로 쓰여졌으나 그로부터 내재된 일탈을 포함하고 있다.